# Včela východní
Včela východní (Apis cerana Fabricius, 1793) nepřesně také včela indická (vysvětleno v sekci poddruhy), po včele medonosné je dalším nejproduktivnějším druhem. V oblastech svého rozšíření je chována stejně intenzivně jako včela medonosná.

## Rozšíření

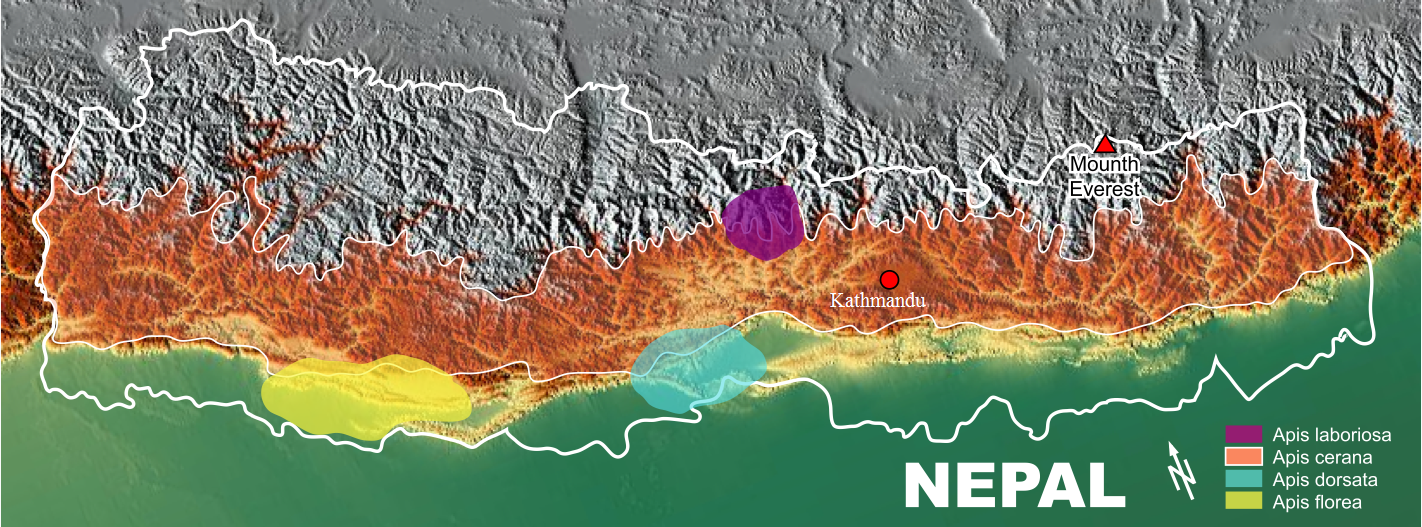
Výskyt čtyř asijských druhů včel v Nepálu

Původní rozšíření včely východní zahrnuje velkou část asijského kontinentu. Jedná se o oblast vymezenou na západě Afghánistánem a východní Indií, na severu ussurijskou oblastí, na východě Japonskem a Filipínami, na jihu ostrovem Jáva.

## Popis
Včela východní je na rozdíl od včely medonosné poněkud menší. Proto např. trubčí buňky odpovídají svou velikostí dělničím buňkám včely medonosné. Zvláštností trubčích buněk je malý otvor ve víčku.

## Vlastnosti

#### Kleštík včelí
Včela východní je zajímavá z hlediska výzkumu nebezpečného parazita kleštíka včelího. Je původním hostitelem tohoto roztoče a mezi ostatními včelími druhy dokáže jako jediná s parazitem koexistovat. Kleštík včelí se množí pouze na včelím plodu.
Tlumení jeho rozvoje ve včelstvu napomáhá výrazný čisticí pud včely východní. Dělnice dokáže rozpoznat přítomnost roztoče i v zavíčkovaném plodu. Buňku otevře a pokud samička roztoče sama nevyjde, včela odstraní obsah buňky – larvu i s cizopasníkem. Trubčí plod má masivnější víčka pro dělnici těžko odstranitelná a proto pro kleštíka bezpečnější. Množení parazita se tudíž děje výhradně na trubčině. Trubce včelstvo odchovává jen kratší dobu během roku (např.: Apis cerana japonica jen tři měsíce) a kleštík se nestačí přemnožit. Vzniká tak rovnováha mezi hostitelem a parazitem.
Včela je vybavena schopností zbavovat se roztoče na svém vlastním těle sebečištěním nohama a kusadly odstraňuje parazita z povrchu těla svých družek. Často přitom dochází k poškození parazita a k úhynu. Tato vlastnost se označuje jako grooming.
Třetí vlastností omezující výskyt parazita je migrace. Včelstvo je schopné opustit své dílo, i když je v něm nevylíhnutý plod. Tak se zbaví generace kleštíka dokončujícího svůj vývoj pod víčky plodu. Tato vlastnost však není v tlumení rozvoje kleštíka rozhodující, jak se dříve myslelo. K migraci dochází spíše jen v oblastech s delší suchou a horkou části sezóny.

### Boje se sršni

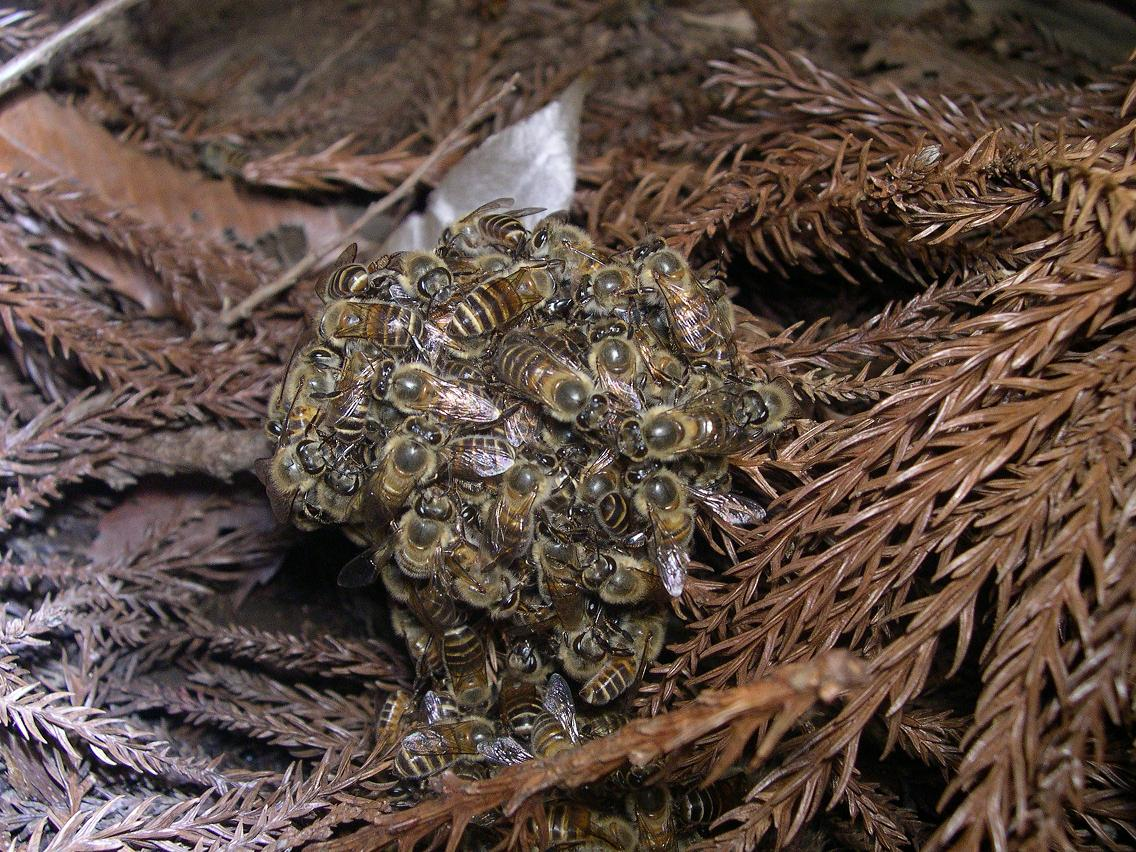
Shluk včely východní kolem dravých sršní
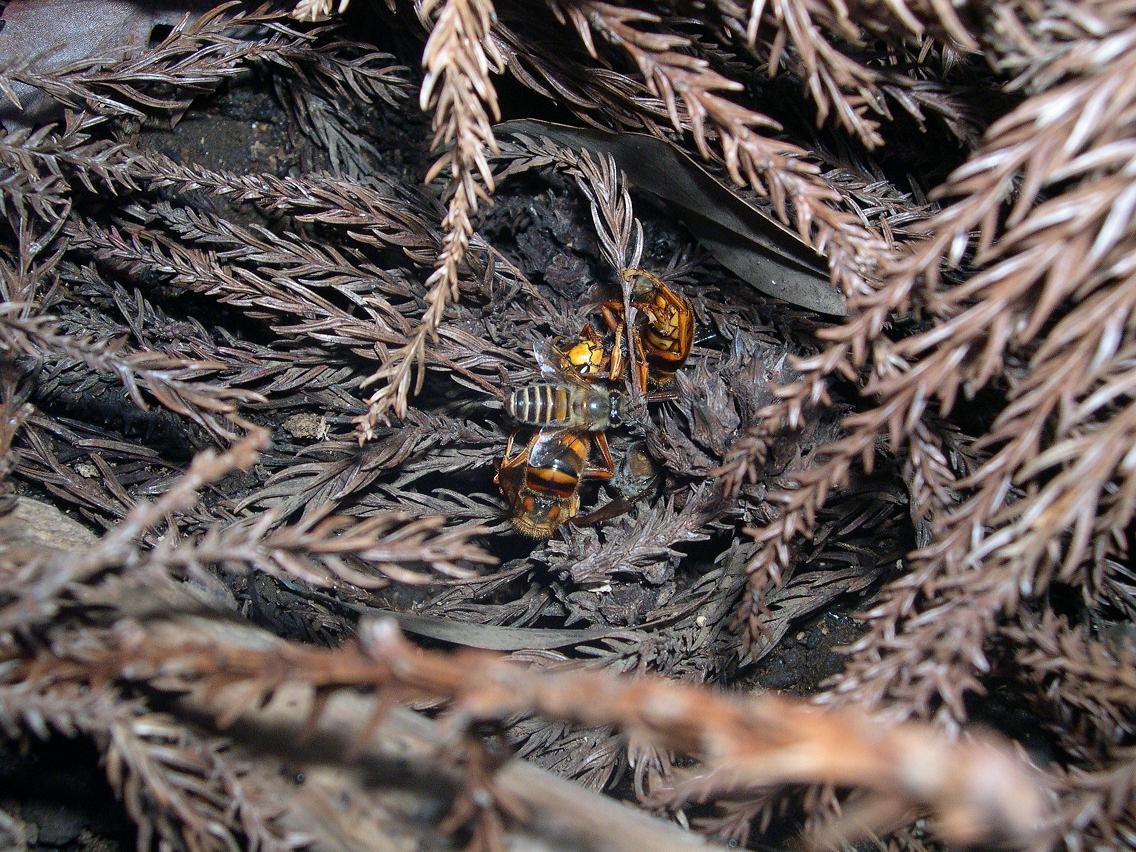
Výsledek obrany – mrtvé sršně

Včela východní dokáže odolávat útokům asijských sršní mandarínských, čínských a žlutavých (Vespa mandarinia, Vespa velutina a Vespa simillima). Včely se shluknou kolem dravé sršně pokoušející se proniknout do úlu a zvyšováním tělesné teploty a koncentrace CO2 predátora doslova "uvaří". Externí odkaz níže ukazuje krátké video popsaného drama. Umí též překrývat pach průzkumnic sršní mandarínských rozmazáváním aromatických částí rostlin u vstupu do úlu. Jako obranu vůči sršni Vespa soror využívají i bláto, trus, hnůj a mýdlový odpad, jež rovněž rozmazávají u vstupu do úlů, kterážto taktika byla zaznamenána ve Vietnamu.
V roce 1996 byl v Číně objeven v těle včely východní nový druh parazitické houby Nosema ceranae Fries, 1996.

## Poddruhy (plemena)
Rozsáhlá oblast výskytu včely východní zahrnující v sobě odlišná klimatická pásma, nížiny i velehory, stejně jako izolované ostrovy, ovlivnila rozrůznění jediného druhu Apis cerena do více geografických poddruhů.
| PODDRUHY (PLEMENA) VČELY VÝCHODNÍ | PODDRUHY (PLEMENA) VČELY VÝCHODNÍ | PODDRUHY (PLEMENA) VČELY VÝCHODNÍ |
| české jméno VČELA VÝCHODNÍ…       | vědecké jméno Apis cerana…        | původní rozšíření, poznámky |
| --------------------------------- | --------------------------------- | --- |
| VÝCHODNÍ                          | cerana Fabricius, 1793            | oblast výskytu rozdělena pohořím Himálaj na areál mezi Afghánistánem a Tibetem a areál jižní, jihovýchodní a východní Číny a Koreje |
| TIBETSKÁ                          | skorikovi Engel, 1999             | místem svého výskytu v Himálaji vyplňuje prostor mezi oblastmi rozšíření plemena včela východní východní. Je to poddruh odolný, obývající náhorní plošiny až do výše 4000 m n. m.                                                                                |
| ČÍNSKÁ                            | heimifeng Engel, 1999             | nedávno popsaný poddruh vyskytující se v horské části střední Číny, provincie S’-čchuan, Kan-su, Čching-chaj |
| INDICKÁ                           | indica Fabricius, 1798            | velmi rozšířený poddruh v tropické a subtropické části Asie tzn. od Indie přes Malajsii až po Kalimantan a Filipíny. V českém názvosloví se jméno tohoto poddruhu užívá chybně pro označení celého druhu (nesprávně včela indická místo platného včela východní) |
| JAPONSKÁ                          | japonica Radoszkovski. 1877       | poddruh japonského souostroví |
| JÁVSKÁ                            | javana Enderlein, 1906            | poddruh rozšířen na ostrovech od Jávy po Timor |
| SUMATRANSKÁ                       | johni Skorikov, 1929              | obývá Sumatru a přilehlé ostrovy |